# Valentín Ramón Lavín Casalís

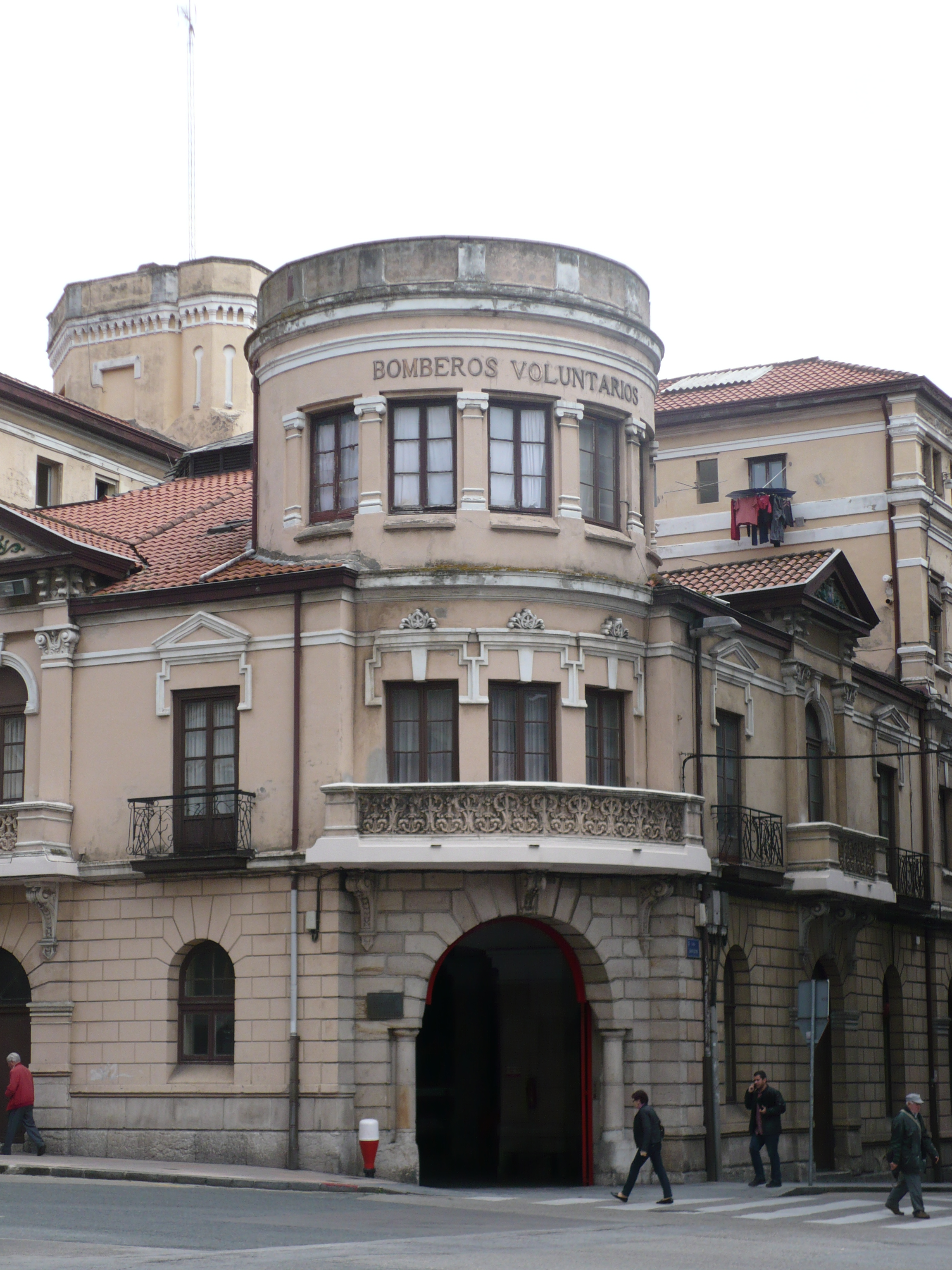
Parque del Real Cuerpo de Bomberos Voluntarios de Santander, proyectado por el arquitecto Valentín R. Lavín Casalís en 1899 e inaugurado en 1905. Hoy en día ha perdido el cimborrio y las dos cúpulas abovedadas que coronaban las zonas superiores del edificio.

Valentín Ramón Lavín Casalís (Santander, Cantabria, 1863 - Santander, 1939) fue un arquitecto y urbanista español. Era hermano de Fernando Lavín Casalís, quien fue alcalde de Santander desde 1892 hasta 1893.

## Biografía
Se graduó en 1887, y fue arquitecto municipal de su ciudad natal desde 1892 hasta 1929. Fue docente y dirigió la Escuela de Artes y Oficios de Santander. En 1897 realizó la escuela del Oeste de Santander, de tres plantas, que fue inaugurada por la reina María Cristina y por su hijo Alfonso en 1900. Realizó el proyecto de las escuelas Zurita (1897) y las escuelas de la Arquera, en Llanes (1900), siendo su promotor el indiano Manuel Fernández Cue, enriquecido tras su paso por Cuba, dirigida por los Hermanos de la Doctrina Cristiana. Se sumó a la moda inglesa, absorbiendo, simplificadas, las referencias rurales inglesas en los chalets de Prieto Lavín de la avenida de los Infantes (1917), un conjunto de 23 hoteles de familia agrupados, muy cercanos ya al concepto de pequeña ciudad–jardín. También realizó las Escuelas de Pámanes, en 1909, y en 1910 las Escuelas Municipales del Este, en Santander. Fue autor de muchos de los edificios singulares de Cantabria, como el Gran Hotel-Balneario de Solares, el Museo del Indiano de Asturias, la Quinta de los Pinares en El Sardinero, el barrio obrero del Rey o la Finca Mataleña.